# ルーム40

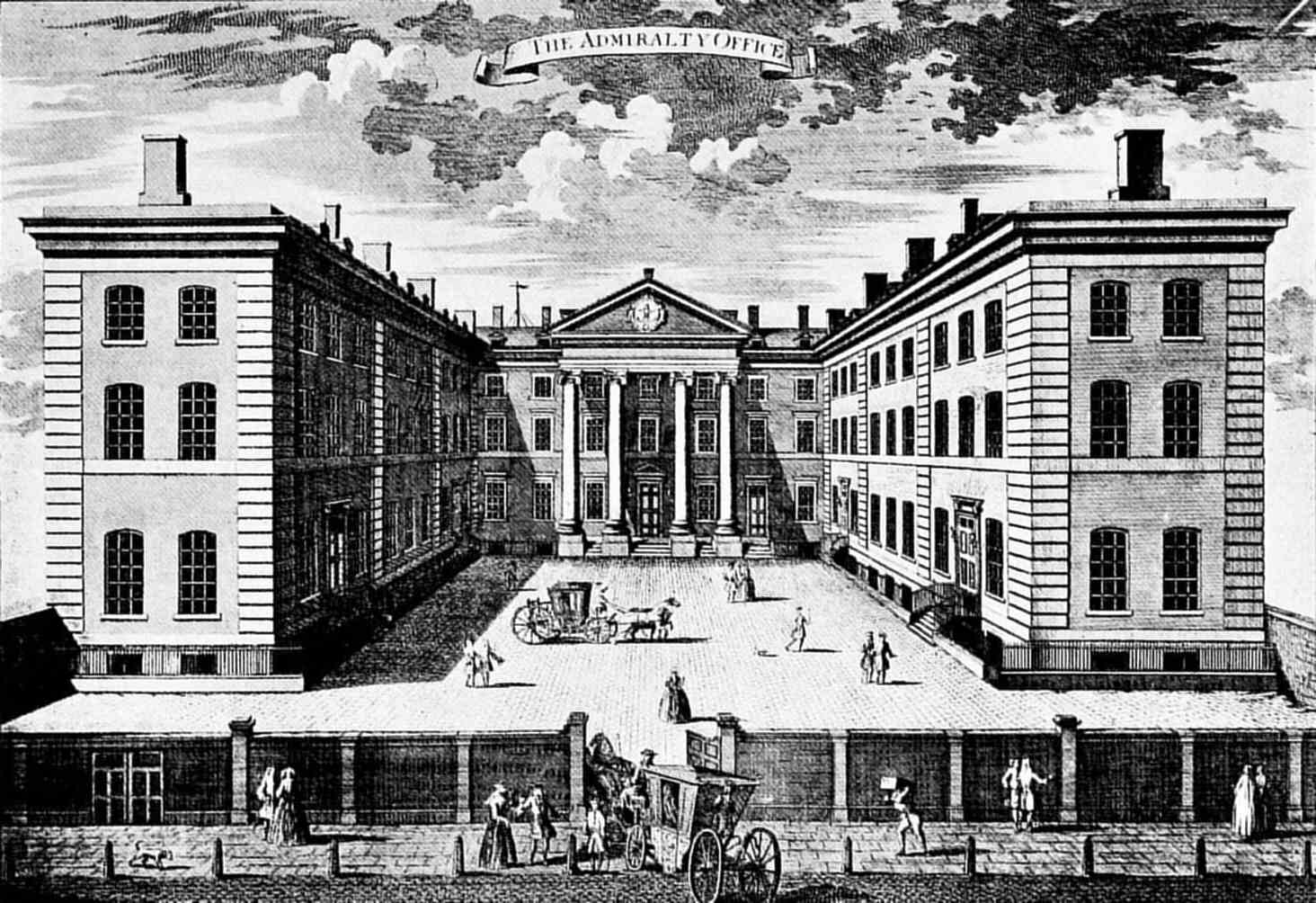
ルーム40は、現在ホワイトホールのリプリービルディング（1726年に建造）として知られている海軍本部の1階にあり、旧役員室と同じ廊下に面していた

ルーム40、別名40 O.B.（Old Building、公式にはNID25の一部）は、第一次世界大戦中のイギリス海軍の暗号解読部門。
1914年10月に結成されたこの部門は、海軍情報部長ヘンリー・オリバー海軍少将が、ベルリン近郊のナウエンにあるドイツのラジオ局の電波を趣味で暗号を作る海軍教育部長アルフレッド・ユーイングに傍受させたことから始まった。ユーイングは、ドイツから神学作品を翻訳したウィリアム・モンゴメリー（William Montgomery）や出版社ナイジェル・ド・グレイ（Nigel de Grey）などから民間人を集めた。戦時中、ルーム40は約15,000の無線と通信網から傍受したドイツの通信を解読したと推定される。
最も有名なのは、ドイツとメキシコの軍事同盟を提案した1917年1月にドイツ外務省から発信された秘密外交通信であるツィンメルマン電報を傍受、解読した事である。その解読により当時中立だったアメリカを連合国に引き込み、第一次世界大戦中の英国にとって最も大きな諜報活動における勝利であると言われている。
ルーム40の任務は、英国の同盟国であるロシアが海軍本部に渡したドイツ海軍の暗号コード「Signalbuch der Kaiserlichen Marine（SKM）」から発展した。1914年10月にはイギリスはドイツ海軍の軍艦や商船、飛空船ツェッペリンおよびUボートが使用していた暗号コードである「Handelsschiffsverkehrsbuch（HVB）」を入手した。更に11月30日にはイギリスのトロール船が沈没したドイツの駆逐艦S119から金庫を回収し、その中からドイツが海外の海軍士官、大使館、軍艦と通信するために使用した暗号コードである「Verkehrsbuch（VB）」が発見された。
この部門は戦時中に拡張されて他の部署に移転したにもかかわらず、「ルーム40」の名前を維持した。第一次世界大戦中、ルーム40はドイツの通信を解読したが、解読されたすべての情報は海軍の専門家によってのみ分析されるべきという海軍本部の主張によって、その機能は危険にさらされた。これは、ルーム40のオペレーターが暗号文を解読できても、情報自体を理解または解釈することは許可されていないことを意味した。

## 背景
1911年、イギリス国防委員会の有線通信分科会は、ドイツとの戦争の際にはドイツが所有する海底ケーブルを切断すべきであると結論づけた。1914年8月5日未明、ケーブル敷設艦「アラート」は、イギリス海峡を渡るドイツの5本の大西洋横断ケーブルを発見し切断した。その直後、さらに英国とドイツを結ぶ6本のケーブルが切断された。その結果、ドイツは国際通信ケーブルによる通信および無線通信が大幅に増加した。当時イギリスもドイツも暗号文を解読し解釈する組織を確立しておらず、開戦時イギリス海軍は通信を傍受する無線局はストックトンに1箇所あるのみであった。しかし、郵便局やマルコーニ社の施設や、無線設備にアクセスできる個人がドイツからのメッセージを記録し始めた。
傍受されたメッセージはイギリス海軍情報部に届けられたが、誰もそれをどうすればいいのかわからなかった。ヘンリー・オリバー海軍少将は1913年に情報部門の責任者に任命されたが、1914年8月には、情報部門は戦争で手一杯で、誰も暗号解読の経験はなかった。代わりに彼は、以前は無線通信の知識を持ち、暗号に関心を持っている工学教授であった海軍教育の責任者である友人アルフレッド・ユーイングを頼った。ユーイングは戦争開始から数か月間、想定していた教育が優先事項であるとは感じられなかったため、暗号を解読する部門を設立するよう求めた。ユーイングは当初、利用可能なオズボーンの王立海軍大学とブリタニア王立海軍兵学校のスタッフに頼った。アレステア・デニストンはドイツ語を教えていたが、後にルーム40の第二責任者となり、第一次世界大戦後、その後継者である行政法典と暗号学校（第二次世界大戦中はブレッチリー・パークにあった）の校長となった。
他の学校の生徒たちは、9月末の新学期が始まるまでルーム40にて臨時で働いた。その中には、オズボーンの校長チャールズ・ゴドフリー（兄が第二次世界大戦中に海軍情報部長になった）、2人の海軍教官、パリッシュとカーチス、そしてグリニッジ海軍大学の科学者で数学者のヘンダーソン教授が含まれていた。彼らは通常の職務と並行してボランティアで暗号解読の仕事をしなければならなかった。組織はユーイングのオフィスで運営され、通常の職務に関する来訪者があるたびに暗号解読スタッフは彼の秘書の部屋に隠れなければならなかった。他の2名の早期採用者は外務省で働いていたR・D・ノートンとペルシャの言語学者でオックスフォード大学の卒業生であるリチャード・ハーシェルだった。新兵は暗号解読の専門知識はなかったが、ドイツ語の知識と、この件を秘密にしておくことが確約できるという点で選出された。

## 推移
後にMI1bとして知られるようになった同様の部門が陸軍情報部でも開設されており、マクドナルド大佐は両組織が協力すべきだと提案した。フランス軍がドイツ軍の暗号のコピーを入手するまで、通信の収集と整理のためのシステムを組織する以外、ほとんど成功しなかった。両組織は並行して活動し、西部戦線に関する暗号を解読した。ユーイングの友人であるラッセル・クラークという法廷弁護士と、ユーイングの友人であるヒッピスリー大佐はドイツの暗号を傍受した事を説明するためユーイングに接触した。ユーイングは彼らがノーフォークハンスタントンの沿岸警備隊基地から活動するように手配したが、そこでもう1人のボランティア、レスリー・ランバート（後にA・J・アランという名前がBBCによる報道で知られるようになった）が加わった。ハンスタントンとストックトンは、郵便局やマルコーニ局とともに傍受部門「Y」の中核を形成し、ほぼすべてのドイツの公式通信を傍受できるまでに急速に成長した。しかし、ドイツ海軍のメッセージを解読する手段がなければ、具体的な海軍の仕事はほとんどなく、9月末にはボランティアの教師たちはデニストンを除いて元の職務に復帰した。

### 暗号コードSKMの入手

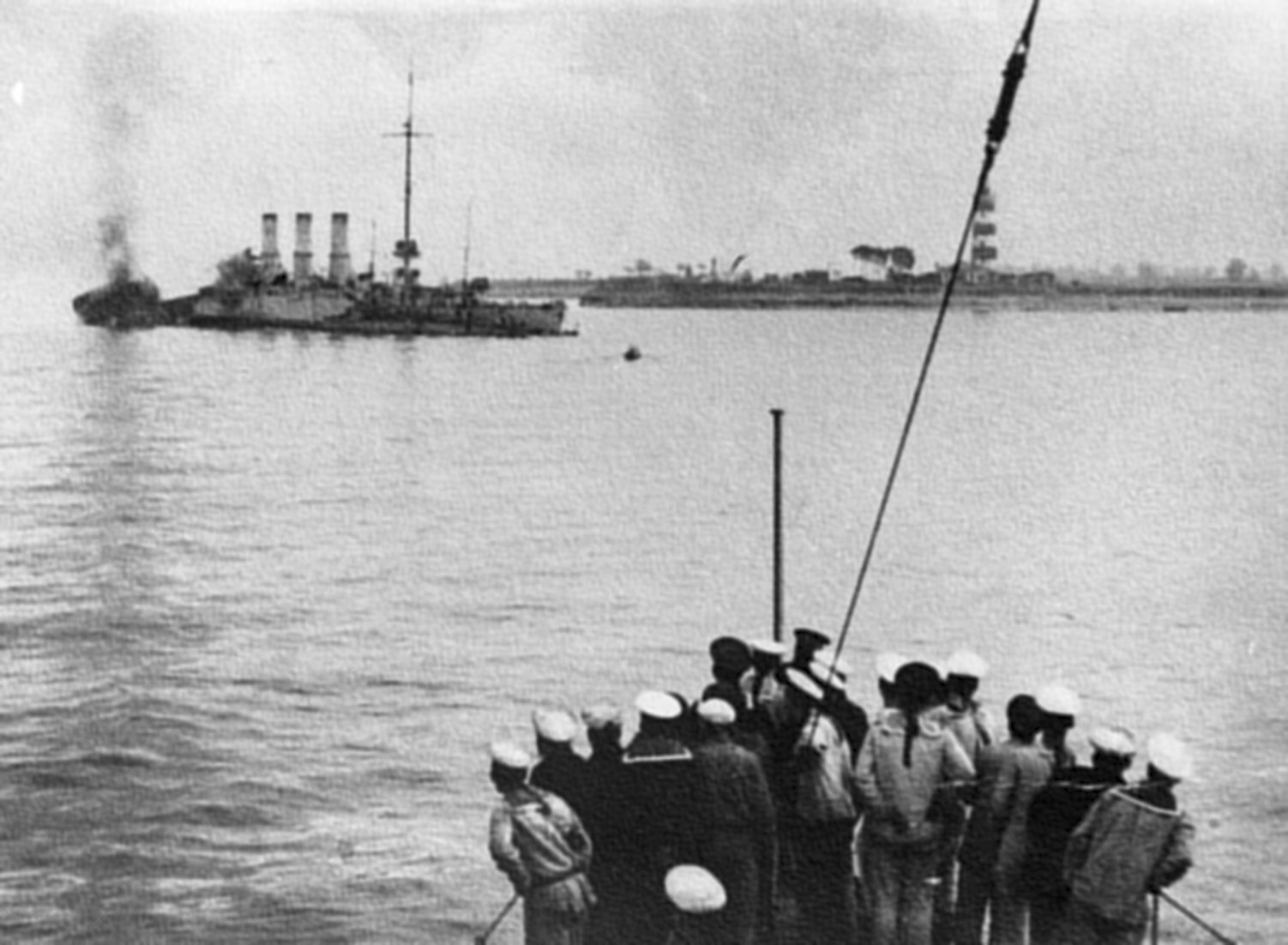
オスムサール島沖で座礁した巡洋艦マグデブルク

ルーム40で最初に突破口を開いたのは、ドイツの軽巡洋艦「マグデブルク」に積まれていた暗号コードSignalbuch der Kaiserlichen Marine（SKM）であった。ベーリング少将が指揮する駆逐艦の一団がフィンランド湾の偵察を行っていた際、軽巡洋艦マグデブルクとSMSアウグスブルクの2隻は濃霧により船団から離れ、マクデブルクはロシア支配下のエストニア沖のオスムサール島で座礁した。マクデブルクの艦長は船員の退艦後に艦を自沈させる準備をしていたが、霧が晴れ始め2隻のロシアの巡洋艦が接近し、発砲した。マクデブルクは機密書類が駆逐艦に移されるか廃棄される前に放棄され、艦長と乗組員57名がロシアに捕縛された。
その機密書類がその後どうなったのかは正確には分かっていない。マグデブルクには暗号文SKMのコピーを複数積んでおり、文書番号151は英国に渡された。ドイツ側の説明によると、機密書類の大半は船外に捨てられたが、英国側のコピーは無傷で、海図室で発見されたとされる。バルト海の格子状の海図、航海日誌、戦闘記録もすべて回収された。SKMの145番と974番はロシア軍によって保持されたが、防護巡洋艦「HMSテセウス」はイギリスに提供された文書を回収するためにスカパ・フローからアレクサンドロヴォスクに派遣された。テセウスは9月7日に到着したものの、混乱のため9月30日まで出発出来ず、10月10日にスカパ・フローに戻り、10月13日にこれらの文書は正式にウィンストン・チャーチルに引き渡された。
SKM自体は、暗号を解読する手段としては不完全であった。なぜなら、暗号文は通常、暗号化されていると同時に符号化されており、理解できるのはほとんどが天気予報であったからである。海軍情報部のドイツ語専門家であるC・J・E・ロッターは暗号コードSKMを使用して傍受した通信を解読する任務を与えられた。暗号解読の問題を解決するための手がかりはドイツのノルトダイヒ送信機から送信された一連の暗号文から見つかった。これらの文書はすべて順番に番号が付けられて暗号化されていた。この暗号は既に解読されていたものであり、最初に解読されてから数日後に変更されたため、実際には2度解読されたことになり、暗号文を解読するための一般的な手順が確立された。暗号化は、すべての文字を単純なテーブルによって別の文字に置き換える方法で行われていた。ロッターは10月中旬に作業を開始したが、暗号を解読した後11月まで他の暗号解読者とは距離を置いていた。
傍受された文書は同盟船の所在に関する諜報報告であることが判明した。これは興味深いことではあったが、重要ではなかった。ラッセル・クラークは、同様の暗号化された文書が短波で送信されていたものの、受信機器、特にアンテナの不備により傍受出来ていないことを確認した。ハンスタントンはこれまでの軍用通信の傍受を止め、代わりに試験的に短波を監視するように指示された。その結果、大洋艦隊の動きと貴重な海軍情報が得られ、ハンスタントンは海軍の通信傍受に戻され、軍にとって貴重な通信の傍受を停止した。新しいコードは完全に秘密にされていたため、軍を支援していた海軍の男性は、説明もなく海軍の通信傍受に取り組むこととなった。その結果、海軍と暗号解読部門との間で不協和音が生じ、両者の協調は1917年まで停止した。
SKM（ドイツ語の文書では SB と略されることもある）はドイツ艦隊による重要な行動中に通常使用されるコードである。イギリス海軍とドイツ海軍が使用していた通常の艦隊の信号から派生したもので、船舶間で送信するための信号旗や発光信号の単純な組み合わせで表現できる何千もの事前に定められた指示書があった。SKMには34,300の指示があり、それぞれが3文字の異なるグループで表されていた。これらの多くは昔ながらの海軍作戦を反映しており、航空機などの近代的な兵器については言及されていない。信号は通常のモールス信号には存在しない4つの記号（アルファ、ベータ、ガンマ、ローと呼ばれる）を使用していたため、傍受に関係するすべての者がそれらを認識し、標準化された方法で書き込むようになるまで、混乱が生じることがあった。船は、ベータ記号で始まる3文字のグループによって識別された。所定のリストに含まれないメッセージは、個々の文字の置換表を使用して表すことができる。
SKBのコードのサイズが非常に大きいことが簡単に変更できない理由の1つであり、SKBは1916年の夏まで使用され続け、完全に置き換えられたのは1917年5月であった。SKBのセキュリティに関する疑念は、ベーリングによって最初に提起された。ベーリングはマクデブルクの暗号文が解読されたかどうかは明確にわかっていないと報告したが、浅瀬で座礁した船からロシアに暗号コードを回収された可能性があるという調査結果を示した。バルト海作戦の最高司令官であるプロイセンのハインリヒ王子は、艦隊の最高司令官に宛てた書簡で、秘密の海図がロシアの手に渡ったのは確実であり、暗号コードブックと暗号キーも同様であると伝えた。この件に関するドイツの諜報報告書では、マグデブルクの暗号コード紛失は特に新しい安全なコードを導入するための措置がとられなかったために悲惨であったと結論づけている。

### 暗号コードHVBの入手
ドイツ海軍が使用していた2つ目の重要な暗号は、開戦直後にオーストラリアで捕捉されたが、10月末になってようやく海軍本部に到着した。ドイツとオーストラリアを結ぶ蒸気船「ホバート号」は、1914年8月11日にメルボルン近くのポート・フィリップ沖で拿捕された。ホバート号は戦争が勃発したという知らせを受けておらず、J・T・リチャードソン船長と乗組員は検疫団体であると主張していた。ホバートの乗組員は船内の移動を許されたが、船長は注意深く監視されており、真夜中になって彼は隠された書類を処分しようとした。奪取したHandelsverkehrsbuch（HVB）の暗号コードには、ドイツ海軍が商船や大洋艦隊との通信に使用したコードが含まれていた。拿捕の知らせは9月9日までロンドンに伝えられなかった。コードはコピーが作成され最も速い船で輸送され、10月末に到着した。
HVBは元々、1913年に無線通信設備を備えたすべての軍艦、海軍司令部、海岸局に発行された。ドイツの蒸汽船会社18社の本社にも無線で自社の船に発行することが認められた。コードは、同じ意味の代替表現を可能にする45万の通りの4文字のグループと、有線で使用するための代替10文字グループが用いられた。特に巡視船などの小部隊や、出港・入港などの日常的な業務に使用された。このコードはUボートでも使われていたが、キーは更に複雑であった。しかし、長期間海上にいるUボートにとっては、コードが航行している間に変更され、古いキーを使用してメッセージを繰り返し送信し、新しいキーに関する情報を取得する必要があった。ドイツの諜報機関は1914年11月に、暗号コードHVBが敵の手に渡ったことを知っていた。それは、コードが危険にさらされたことを警告する無線メッセージが送信されたことからも分かるが、1916年まで置き換えられなかった。
HVBは、新しいキー生成方法とともに、1916年にAllgemeinefunkspruchbuch（AFB）に置き換えらた。イギリスは、実際のメッセージに導入される前に、テスト信号から新しいキーについて把握していた。新しいコードは、トルコ、ブルガリア、ロシアを含む以前のものよりも多くの部隊に発行された。最初に捕獲されたのは、撃墜されたツェッペリン号からだったが、他にも沈没したUボートから回収されている。

### 暗号コードVBの入手
3つ目の暗号コードはテセル島沖海戦でのドイツの駆逐艦「S119」の沈没により回収された。1914年10月中旬、海岸沿いのディクスムイデとダンケルクの制圧をめぐってイギリスとドイツの間で戦闘が発生した。イギリス海軍はドイツの陣地を海上から砲撃し、ドイツの駆逐艦はイギリスの艦船を攻撃するよう命令された。
10月17日、軽巡洋艦「アンドーンテッド」を指揮していたセシル・フォックス大尉は、HMSランス、レノックス、レギオン、ロイヤルの4隻の駆逐艦とともに、予想されていたドイツ軍の攻撃を迎撃するよう命じられ、テセルを南下する4隻のドイツ軍駆逐艦（S115、S117、S118、およびS119）に遭遇した。ドイツの船は劣勢で、短い戦闘の後にすべて沈没し、S119の指揮官はすべての機密書類を鉛で覆われた金庫に投げ入れた。書類は船とともに破棄されたとみなされ、この件は両軍から注視されなかった。しかし、11月30日にイギリスのトロール船が金庫を引き揚げ上げてルーム40に渡した。この中には、ドイツ海軍の将校が通常使用する暗号コードVerkehrsbuch（VB）のコピーが含まれていた。その後、この出来事はルーム40にて「奇跡の魚のドラフト」と呼ばれた。
コードは、それぞれが特定の意味を持つ5桁の数字の10万のグループで構成されていた。それは、軍艦や海軍将校、大使館、領事館に送られる有線通信で使用されることが想定されていた。それは、別のラムダキーを持つ上級海軍将校によって使用された。戦争中の最も重要なことは、ベルリン、マドリード、ワシントン、ブエノスアイレス、北京、コンスタンティノープルの海軍将校との通信を可能にしたことである。
1917年に海軍士官は新しい鍵を用いる暗号に切り替え、新しい鍵については70件の通信のみが傍受されたが、その暗号も解読された。他の用途でVBは戦争中ずっと使用され続けた。コードの再暗号化は、メッセージの一部として送信される文字コードとドイツ語で書かれたその日付からなるキーを使用して行われた。これらは順番に書かれ、このキーの中の文字はアルファベットの出現順に番号が付けられている。これにより、一見ランダムな順序で番号付きの列の組み合わせ生成された。コード化されたメッセージは、これらの組み合わせの下に書かれ、左上から始まり、行が埋められるとページの下に続く。最後のメッセージは、「1」という番号が付けられたカラムを下方向に読み取り、2番目のカラムの数字を追加するというようにして生成された。1918年では、キーワードを別の順序で使用することによってキーが変更された。この新しい暗号は、1917年にルーム40で働き始め、VBメッセージを専門としていたウォルター・ホーレス・ブルーフォード教授によって、数日以内に解読された。同じ長さの2つのメッセージが受信された際、1つは新しい、もう1つは古い暗号であり、変更を比較することができた。

### ルーム40
1914年11月初旬、海軍情報部の初代長官の息子であるウィリアム・R・ホール大尉は、オリバーの後任として新たな指揮官に任命された。オリバーは、海軍第一卿秘書そして海軍参謀長に転任した。ホールは以前、巡洋戦艦クイーン・メアリー号の艦長を務めていたが、体調不良のため海での任務を断念せざるを得なかった。ホールは、彼の任命の偶然性にもかかわらず、非常に成功した指揮官であることを証明した。
新しい組織が発足し成果を出し始めると、ユーイングのオフィスに留まるよりも、より正式な部門として配置することが必要になった。1914年11月6日、この組織は旧アドミラルティオールドビルの40号室に移転した。40号室はその後番号が変更されたが、ロンドンのホワイトホール沖の1階にある元の海軍本部庁舎にまだ存在し、窓は海軍本部庁舎に完全に囲まれた中庭に面している。部屋の以前の居住者は、誰もそれを見つけることができなかったと不満を漏らしていたが、それは海軍本部の会議室と同じ廊下にあり、第一海軍卿、サー・ジョン・フィッシャーのオフィスと同じだった。隣接していたのは、最初の領主の邸宅（当時はウィンストン・チャーチル）であり、彼はそれらの人々のもう1人であった。信号傍受部隊の存在を知ることを許可されたその他の人物は、第二海軍卿、海軍長官、参謀長（オリバー）、作戦課長（DOD）、および情報局長補佐であった（首相にも知らされている可能性がある）。
受信され解読されたすべてのメッセージは完全に秘密にされ、コピーは参謀総長と情報部長に渡されるだけだった。すべてのメッセージを検証し、他の情報の観点からそれらを解釈するために、情報部の誰を任命すべきかが決定された。当初、ロッターがその任に提案されたが、彼を暗号解読作業に留めておくことが望ましいとされ、敵船の動きを予測していたハーバート・ホープ司令官が選ばれた。ホープは当初、海軍本部の西翼にある諜報部門の小さなオフィスに配置され、承認されたいくつかのメッセージが届くのを辛抱強く待っていた。ホープは、与えられた内容の意味を理解し、それらについて有益な観察を試みたが、受け取ったより幅広い情報にアクセスできなければ、彼の初期の発言は概して役に立たなかった。彼はホールにもっと情報が必要だと報告したが、ホールは援助できなかった。11月16日、フィッシャーと偶然会い、自分の困難を説明した後、ホープは第一海軍卿に1日2回報告するよう指示されるとともに、情報への完全なアクセスを許可された。ホープは暗号解読やドイツ語について何も知らなかったが、暗号解読者や翻訳者と協力して、海軍に関する詳細な知識を手順にもたらし、より良い翻訳を可能にするとともに受信したメッセージの解釈を可能にした。秘密保持のために、ホールにメッセージのコピーを渡す工程は省かれ、参謀長だけがそれを受け取り、彼はそれを第一海軍卿とアーサー・ウィルソンに示すことになった。
傍受されるメッセージの数が増えるにつれて、重要ではなく記録するだけのものとルーム40以外へ転送するものを決めることがホープの任務の一部になった。ドイツ艦隊は毎日、無線で各船の位置を報告し、航海中は定期的に位置報告をする習慣があった。大洋艦隊の作戦の全体像を把握することは可能であり、実際に彼らが選択したルートから防衛用の機雷をどこに配置し、船舶が安全に運航できる場所を推測できた。暗号パターンへの変更が見られるたびに、何らかの作戦が行われようとしていることを想定し、警告が出される可能性もあった。潜水艦の動きに関する詳細な情報も入手でき、これらの情報の大部分はルーム40に保管されていたが、ドイツの通信文を傍受するイギリスの能力を秘密にしておくことをスタッフが最優先していたため、海軍の上級隊員数名にのみ知らされていた。
大艦隊の指揮を執るジェリコーは、ドイツ海軍の信号を傍受する際に利用できるように、巡洋艦がイギリスに持ち帰った暗号コードのコピーを用意するよう海軍本部に3度要請した。彼は傍受が行われていることを認識していたが、ほとんどの情報は彼に送られなかった。ルーム40の情報に基づくメッセージは、オリバーが個人的に承認したものを除いて送信されなかった（第一海軍卿または第一海軍卿によって承認されたいくつかのメッセージを除く）。船内で暗号解読が行われることは非現実的で賢明ではなかったかもしれないが、ルーム40のメンバーは、極度の機密保持と他の諜報部門や作戦計画と情報交換が禁じられてたため、収集した情報が十分に活用されていないと考えていた。

### 信号の傍受と方向探知
イギリスとドイツの諜報部門は1915年初頭から方向探知無線装置の実験を開始した。マルコーニ社で働いていたラウンド大尉はフランスで軍のための実験を行っていたが、ホールは海軍の方向探知システムを構築するよう彼に指示した。当初はチェルムスフォードに設置されたが、場所が適切でないことが判明し、基地はローストフトに移動された。他にもラーウィック、アバディーン、ヨーク、フランボロー・ヘッド、バーチントンにも基地が建設され、1915年5月までにイギリス海軍は北海を横断するドイツ潜水艦を追跡することができた。これらの基地のいくつかは、ドイツのメッセージを収集するための「Y」ステーションとしても機能したが、方向探知から船の位置をプロットするために、ルーム40内に新しい部署が作成された。英国西部の海域で船を配置するために、クイーンズタウンの副提督の指揮の下、アイルランドに5つの基地の別のセットが設置され、英国内および海外のさらなる基地が提督指揮予備軍によって運営されました。
ドイツ海軍はイギリスの方向探知無線装置を知っており、ドイツの船の位置に関する情報が作戦上公開された際、これがカバーとして機能した。方向性の修正とドイツの彼らの位置に関する報告からの2つの情報源は、互いに補い合っていた。ルーム40は、ドイツの指向性局によって位置修正がかけられた無線通信をツェッペリンから傍受し、イギリスのシステムの精度がドイツのシステムよりも優れていることを観測した。これは、英国の機器が使用する測量基線がより広い範囲を持つことから説明できる。
ルーム40にはドイツ艦艇の位置に関する非常に正確な情報があったが、海軍本部の優先事項はこの情報の存在を秘密にしておくことであった。ホープは情報部によって作成されたドイツ船の居場所に関する定期報告書を確認し、それを修正することができたが、情報漏洩の懸念からまもなく中止された。1915年 6月から、船の位置に関する定期的な諜報報告は、すべての将校には渡されなくなり、ルーム40の情報から作成されたドイツの機雷の正確な図を受け取った唯一の人物であるジェリコにのみ渡された。いくつかの情報はビーティ（巡洋戦艦の指揮）、ティルウィット（ハーウィッチの駆逐艦）、キーズ（潜水艦）に渡されたが、ジェリコーはその取り決めに不満を抱いていた。彼は、ビーティーがより自由に通信できるようにすることを要求し、十分な情報が得られていないと不満を漏らした。

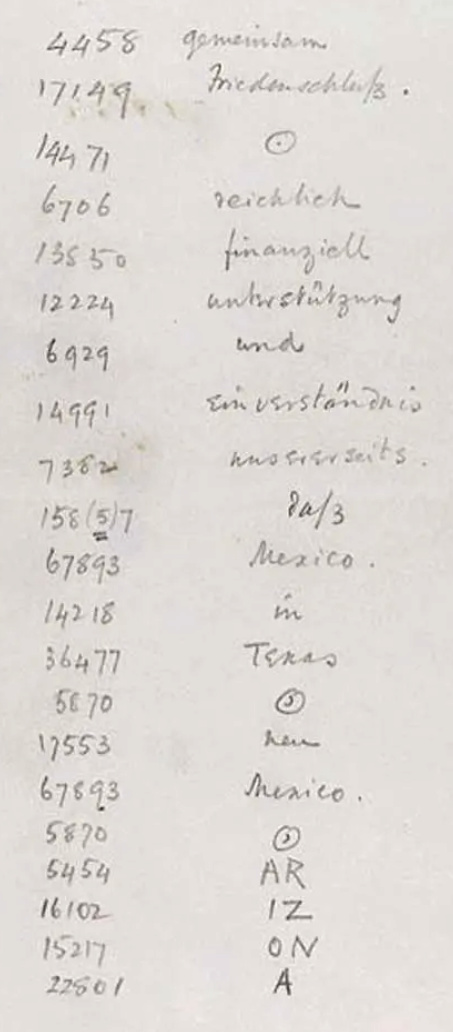
ルーム40で解読されたツィンメルマン電報

イギリスの艦船はすべて、無線をできる限り控えめに使用し、実用的な送信出力を最小限にするよう指示されていた。ルーム40はドイツの艦船同士の自由な通信から大きな恩恵を受けていた。それは分析するための多くの日常的な通信をイギリスへ与え、更にドイツでは最大の送信出力でメッセージを送信していたため傍受を容易にしていた。スカパ・フローへのメッセージは決して無線で送られることはなく、艦隊が海上にあるときは、ドイツの傍受をより困難にするために、より低い出力と中継船（私有船を含む）を使ってメッセージが送られる場合もあった。ドイツ艦隊は1917年まで無線の使用を制限しようとしなかったが、その後はイギリスが方向探知機を使用していると認識したことに反応しただけで、メッセージが解読されたと考えたからではなかった。

## ツィンメルマン電報
ルーム40は、特に1916年のドッガー・バンク海戦とユトランド沖海戦につながる北海への主要なドイツの出撃を探知するなど、
戦時中のいくつかの海軍作戦で重要な役割を果たした。イギリス艦隊はそれらを迎撃するために配備された。その最も顕著な貢献は、1917年1月にドイツ外務省からワシントン経由でメキシコのハインリッヒ・フォン・エッカート大使宛てに送られた電報、ツィンメルマン電報の解読である。それは、第一次世界大戦中の英国にとって最も重要な情報の勝利と呼ばれており、1つの情報が世界に影響を与えた最も初期の機会の1つとされる。
この電報の平文の中で、ナイジェル・ド・グレイとウィリアム・モンゴメリーは、メキシコをドイツの同盟国として戦争に参加しようと誘うため、ドイツのアーサー・ジマーマン外相が米国のアリゾナ、ニューメキシコ、テキサスの領土をメキシコに返還するよう申し出ていることを伝えている。この電報はホールによって米国に渡され、平文が入手可能になった経緯と米国がその写しを入手した経緯を隠すために（メキシコのまだ知られていない諜報員と強盗を使って）たくらみが練られた。電文はアメリカによって公表され、アメリカは1917年4月6日にドイツに宣戦布告し、連合国側に参戦した。

## メンバー
ルーム40の他のメンバーは以下のとおりである。
- フランク・アドコック
- ジョン・ビーズリー[32]
- フランシス・バーチ
- ウォルター・ホーレス・ブルーフォード
- ウィリアム「ノビー 」・クラーク
- アラステア・デニストン、
- フランク・シリル・ティアークス
- ディリー・ノックス

## ミリタリーインテリジェンス（MI）との合併
1919年、ルーム40は閉鎖され、その機能はイギリス陸軍の情報機関MI 1bと統合され、政府通信本部と暗号学校（GC&CS）が設立された。この部隊は第二次世界大戦中にブレッチリー・パークに収容され、後に政府通信本部（GCHQ）と改名され、チェルトナムに移転した。